# Giacomo Maria Paitoni
Giacomo Maria Paitoni, né le 11 octobre 1708 à Venise, et mort le 30 octobre 1774, à Zero Branco, est un bibliographe et érudit italien.

## Biographie

### Sa vocation religieuse et ses débuts
Né à Venise le 11 octobre 1708, il embrassa l’institut des Somasques, et devint, par la suite, conservateur de la bibliothèque de leur maison di Salute, riche en éditions du 15e siècle, dont il publia de curieuses Notices dans les tomes 11 et 12 des Memorie della stor. litterar. (Venise, 1758), t. 1 et 2 des Nove memorie. Tandis qu’il était occupé de rédiger le catalogue de cette bibliothèque, ayant relu l’Historia typographica de Sassi, il fut choqué de lui voir soutenir que Milan a été le berceau de l’art typographique en Italie, et revendiqua cet honneur pour la ville de Venise, dans une dissertation intitulée Venezia la prima città fuori della Germania dove si esercitò l’arte della stampa, ibid., 1756, in-8° de 48 pages ; nouvelle édition corrigée, 1772, même nombre de pages. Paitoni cite, à l’appui de son opinion, le Decor puellarum, et soutient que ce rarissime opuscule est sorti des presses de Nicolas Jenson, dès 1461, ce qui assurerait à Venise la priorité non-seulement sur Milan, dont il dédaigne d’examiner les titres, mais sur Subiaco et Rome, dont les premières éditions connues sont de 1465. Malgré tous ses efforts, le sentiment de Paitoni n’a pu prévaloir ; et il est même démontré que Jenson n’est pas le premier imprimeur qui ait exercé son art à Venise.

### Ses travaux d'érudition
Depuis longtemps Paitoni avait rassemblé des notes sur les traductions italiennes : le résultat de ses recherches avait paru dès 1742, dans la Raccolta Calogerana, tomes 32-36. À la sollicitation de quelques amis qui se chargèrent des frais d’impression, il se décida enfin à publier son travail, qu’il n’avait pas cessé d’augmenter, sous ce titre : Biblioteca degli autori antichi greci e latini volgarizzati, Venise, 1766-1767, 5 vol. in-4°. Les quatre premiers contiennent les auteurs anciens, rangés d’après l’ordre alphabétique ; et le cinquième, qui n’est pas moins curieux, les traductions de la Bible et des livres d’église. Chaque article est suivi de notes littéraires ou bibliographiques, la plupart très-intéressantes, et de remarques critiques sur les Traduttori de Scipione Maffei ; la Bibliot. dell’eloquenza, de Fontanini, et la Bibliot. de’ Volgarizzatori, de Filippo Argelati. C’est l’ouvrage le plus exact et le mieux fait que l’on connaisse en ce genre ; et il suffît pour assurer à son auteur une réputation durable. Le P. Paitoni mourut à Venise, vers la fin de l’année 1774 (voy. le Journal des savants d’avril 1776, p. 232), emportant les regrets de ses confrères et de ses nombreux amis. Outre les écrits déjà cités, on connaît de lui la traduction des Problèmes de Diophante, insérée dans les Elementi di fisica, de Crivelli (Venise, 1744) ; celle du Laelius de amicitia, de Cicéron, ibid., 1763, in-8° ; et enfin celle du Discours pour Milon, qu’il se proposait de publier avec quelques autres opuscules auxquels il n’avait pas mis la dernière main.